# Schweizerische Politische Korrespondenz
Die Schweizerische Politische Korrespondenz (SPK) war von 1917 bis 1993 neben der Schweizerischen Depeschenagentur (SDA) die zweite nationale Nachrichtenagentur der Schweiz. Sie verbreitete in den Landessprachen Deutsch, Französisch und Italienisch Informationen aus Politik, Wirtschaft, Gesellschaft und Kultur. Die SPK hatte ihren Sitz in der Bundesstadt Bern.

## Geschichte
Ende des 19. Jahrhunderts beherrschten in der Schweiz zwei grosse europäische Nachrichtenagenturen den Schweizer Markt: Havas und Wolff. Am 1. Januar 1895 nahm die Schweizerische Depeschenagentur (SDA) als erste nationale Nachrichtenagentur ihren Dienst auf.
1917 gründeten bürgerliche Journalisten als zweite nationale Nachrichtenagentur die Schweizer Mittelpresse (SMP), welche durch die Wirtschaft finanziert wurde und in Abstimmungskämpfen vehement bürgerliche Standpunkte vertrat. In den 1930er Jahren orientierte sich die SMP personell und inhaltlich an faschistischen Strömungen, was ihrem Ruf nicht zuträglich war.
Der russische Philosoph, Schriftsteller und Publizist Iwan Iljin, der seit 1938 im Schweizer Exil lebte, schrieb bis zu seinem Tod 1954 in Zollikon unter den Decknamen Peter Just, P. J., K. P., R. K., Walter Tannen, Hans Grau oder Anonymus für die Schweizerische Mittelpresse 215 Artikel über die Sowjetunion.
1947 wurde die SMP von der Gesellschaft zur Förderung der Schweizerischen Wirtschaft (heute Economiesuisse) übernommen, die tiefgreifende personelle und inhaltliche Änderungen durchsetzte und die Nachrichtenagentur umbenannte in Schweizerische Politische Korrespondenz (SPK).
In den 1980er Jahren wurde die SPK konsequent professionalisiert, der Dienst ideologisch stark geöffnet, die Redaktion massiv vergrössert und als erste Schweizer Journalisten durchwegs mit mobilen Computern und Modems ausgerüstet. So eröffnete die SPK 1984 in der Ostschweiz, später in allen anderen Regionen der Schweiz, Regionalbüros und machte damit der SDA starke Konkurrenz. In der Folge kündigte eine namhafte Anzahl Regionalzeitungen den Dienst der SDA und gingen zur SPK über. 1992 hatte die SPK 35 Mitarbeiter und ein  Jahresbudget von rund 7,5 Millionen Franken.
1993 verlor die Schweizerische Politische Korrespondenz ihren wichtigsten Geldgeber, weil sich die Gesellschaft zur Förderung der Schweizerischen Wirtschaft aus der Trägerschaft zurückzog. Der letzte SPK-Chefredaktor Hansjörg Schenker wollte eine neue Trägerschaft aufbauen und die Agentur so retten, was aber nicht gelang. Ende 1993 schloss die Schweizerische Politische Korrespondenz ihren Dienst.